# Carcere dei Cappuccini
Il carcere dei Cappuccini è l'unico carcere di San Marino ed è stato aperto nel 1970, infatti prima del 1970 il carcere aveva sede nella Guaita, la prima torre della Città di San Marino. Si trova in via dei Cappuccini  a Città di San Marino, in un'ala del Convento dei Cappuccini per il quale lo stato sammarinese paga l'affitto alla diocesi di San Marino-Montefeltro. 
Negli anni passati il carcere ospitava raramente più di un detenuto, sorvegliati da due brigadieri della gendarmeria e il personale dell'infermeria. Nel 2005 aveva ospitato un detenuto per alcune ore, prima di essere rilasciato. 
A partire dal 2014 il carcere ha ospitato in più occasioni personaggi illustri della storia recente di San Marino, tra cui anche ex Segretari di Stato ed ex Capitani reggenti, in seguito ad indagini per corruzione, riciclaggio ed associazione a delinquere nell'ambito dell'inchiesta Conto Mazzini.
Il carcere ha otto celle singole su due piani (al piano terra, due per le donne ed al primo piano, sei per gli uomini) e ha ospitato un massimo di 14 detenuti (13 uomini e una donna) nel 2009 che hanno scontato la pena fino a inizio 2011.
L'UNESCO non gradiva l'utilizzo dell'ala del convento come carcere per l'inserimento di San Marino nei patrimonio dell'umanità, nonostante l'inserimento di San Marino il carcere in futuro verrà spostato in località Gaviano nella curazia di Ventoso, non lontano dal confine con l'Italia.
Il 19 agosto 2018 sono evasi due detenuti dal carcere, un italiano e un serbo condannati per furto rispettivamente a 12 mesi e a 18 mesi dopo aver aggredito un gendarme che è stato subito ricoverato all'Ospedale di Stato.